# Martingala de Burlada
La Martingala de Burlada es el nombre específico que recibe el carnaval de Burlada desde el año 1988, que comenzó a celebrarse dicho carnaval.
Avanzada la tarde del lunes de Carnaval, la tranquilidad del casco viejo burladés se ve rota por el jolgorio de los Joasikeroak (enmascarados), armados de panderetas y escobas, haciendo sonar pequeñas campanas van a capturar a Lukas de Aierbe al que apresarán y pasearán por todo el pueblo, festejando su captura, bailando la Martingala, haciendo sonar sus panderetas, atacando a escobazos a los mirones.

## Lukas de Aierbe
Personaje central de la Martingala, es un personaje documentado, natural de Tolosa, que vivía en Villava y que protagonizó diferentes episodios pseudobrujeriles en Burlada. Era curandero y según cuentan, echaba a los espíritus.

### La sentencia
Avanzada la tarde del lunes de Carnaval, la tranquilidad del casco viejo burladés se ve rota por el jolgorio de los Joasikeroak , armados de panderetas y escobas, haciendo sonar pequeñas campanas van a capturar a Lukas de Aierbe al que apresarán y pasearán por todo el pueblo, festejando su captura, bailando la Martingala, haciendo sonar sus panderetas, atacando a escobazos a los mirones.
Lukas de Aierbe no podrá impedir ya en la noche del martes ser juzgado por los Zorrotzak ante la presencia de los Joasikeroak:
Lukas de Aierbe!
Akerburu, txakurburu!!
Lukas de Aierbe, sorgiña!
Akerburu, txakurburu!!
Zuregan dugu grina!
Sutara, sutara!!
Y ya, condenado al fuego, Lukas de Aierbe será ahorcado y quemado en la hoguera, ante los llantos desconsolados de las Muxinariak y la alegre danza de los Joasikeroak. 

## Muxinariak
Son las plañideras que vestidas de negro acompañan a Lukas de Aierbe a lo largo de todo el recorrido llorando y llorando.

## Zorrotzak
Son los jueces que llevan preso a Lukas de Aierbe y que el segundo día juzgarán al brujo.

## Joasikeroak
Son todas las demás personas que en forma de comparsa van en la Martingala vestidas de la siguiente manera: túnicas de colores, escoba, pandereta, caras cubiertas o pintadas, gorro de paja terminado en una pluma. En sus cuerpos cuelgan todo tipo de campanas y campanillas (en referencia al mote tradicional de burlatarras ""Campaneros"").

## Akerburu!!! Txakarburu!!!
Son los insultos o gritos que a lo largo del recorrido se lanzan a Lukas de Aierbe. La traducción sería "cabeza de cabrón", "cabeza de perro".

## ¿Cómo vestirse de Joasikero?
El atuendo es el siguiente: una túnica de colorines (la forma es lo de menos) sobre cualquier otra ropa. Encima de la túnica se puede llevar lo que se desee: pañuelos, cintas, pieles... Gorro de paja de cualquier forma o modelo, en el que se llevan puestas unas plumas de gallina, faisán, etc. La cara debe ir tapada con una careta, pañuelo, cintas colgando del gorro, pintada...etc.
En una mano se lleva una pandereta o similar (tapa de puchero, sartén...etc) y en la otra una escoba con el mango cortado (se puede sustituir por una escobilla, manojo de ramas...etc). Con esta escoba se pega en la pandereta acompasadamente y en momentos determinados según la música, de ahí que tenga que ser manejable. Por último hay que resaltar el uso de CAMPANILLAS (no cencerros ni cascabeles) que se ponen de cualquier forma por la cintura, el pecho, las piernas, el gorro